# テロメア

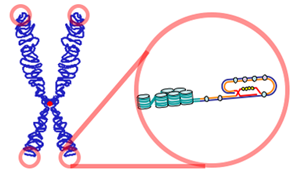
染色体（左）とテロメア（右・拡大）：詳細は本文を参照

テロメア (telomere) は真核生物の染色体の末端部にある構造。染色体末端を保護する役目をもつ。telomere はギリシア語で「末端」を意味する τέλος (telos) と「部分」を意味する μέρος (meros) から作られた語である。末端小粒（まったんしょうりゅう）とも訳される。

## 概要
テロメアは特徴的な繰り返し配列をもつDNAと、様々なタンパク質からなる構造である。DNAは5'末端から3'末端に向かって複製される（DNA複製参照）。したがって、鋳型DNAの片方はDNA二重鎖がほどけると同時に複製されるが、もう片方は何度もDNAポリメラーゼ（DNAを複製）が働くこととなり、どうしても複製できない部分が残ってしまう。それを補うために無意味な繰り返し配列=テロメアがある。
真核生物の染色体は直線状であり、DNAには末端が存在する。細胞内に存在するテロメア以外のDNA末端は、感染したウイルスに由来するものや、DNA損傷による切断によって生じたものである。これらの末端は細胞がもつDNA分解酵素やDNA修復機構の標的となるが、テロメアのDNA末端は正常なものであり、このような分解や修復を受けてはならない。そのためテロメアはその特異な構造により、DNAの分解や修復から染色体を保護し、物理的および遺伝的な安定性を保つ働きをする。テロメアを欠いた染色体は、細胞によって異常なDNA末端と見なされ、酵素による分解や、修復機構による染色体末端どうしの異常な融合が起こる。このような染色体の不安定化は細胞死や発ガンの原因となる。また、テロメアは細胞分裂における染色体の正常な分配に必要とされる。
テロメアの伸長はテロメラーゼと呼ばれる酵素によって行われる。この酵素がない細胞では、細胞分裂のたびにテロメアが短くなる。テロメラーゼはヒトの体細胞では発現していないか、弱い活性しかもたない。そのため、ヒトの体細胞を取り出して培養すると、テロメアの短縮が起こる。テロメアが一定長より短くなると不可逆的に増殖を止め、細胞老化と呼ばれる状態になる。細胞老化は細胞分裂を止めることで、前述のようなテロメア欠失による染色体の不安定化が起こることを阻止し、発ガンなどから細胞を守る働きがあると考えられている。
テロメアの短縮は細胞老化の十分条件ではあるものの必要条件ではない。また老化した動物やクローン羊ドリーではテロメアが短かったことが報告されており、テロメア短縮による細胞の老化が、個体の老化の原因となることが示唆された。
その後の研究例では、メダカではテロメラーゼの活性が、成長過程にある若齢では極めて高く体細胞分裂後もテロメアを延伸し長さを維持しているが、成長期が終わりほとんど体重増加が認められなくなる１歳齢以降は、加齢に従い活性が低下し維持されるテロメア長も徐々に短くなることが判明した。ある齢以降に体細胞のテロメラーゼ活性が低下することがテロメア短縮を引き起こし、その結果、老化し死に至るのではないか思われる。つまり、メダカではテロメラーゼ活性を制御することでテロメアの長さを制御し、体細胞＝個体を老化させ老衰死に導いているのであろう。

なお、テロメアの構造・長さ・配列・維持機構などは生物種によって多様であり、本項目では主にヒト、マウス、出芽酵母について述べる。また、原核生物やミトコンドリアなどの染色体は環状で末端がないため、テロメアも存在しない。

## テロメア研究の略史
テロメアは1930年代に細胞遺伝学的研究から発見、定義された。分子生物学の発展によりDNAの複製機構が明らかになると、直鎖状DNAの複製問題が浮上したが、これはテロメア合成酵素であるテロメラーゼの発見によって1985年に解決をみた。現在ではより詳細な分子機構の研究が行われている。

### 細胞遺伝学による定義
テロメアはハーマン・J・マラー（1938年）とバーバラ・マクリントック（1939年）によって報告された。マラーはショウジョウバエに対するX線照射によって生じる染色体逆位の細胞学的研究から、染色体は末端を欠くと末端同士の融合などがおこることを発見し、テロメアを「染色体の末端を保護する染色体の要素」と定義した。マクリントックはトウモロコシを用いた遺伝学的研究から、染色体の末端にはキャップ構造があることを推測した。当時はモーガンらの研究により染色体が遺伝子の担体であることは分かっていたが、DNAが遺伝物質であることはまだ明らかにされていなかった。

### 末端複製問題と細胞老化

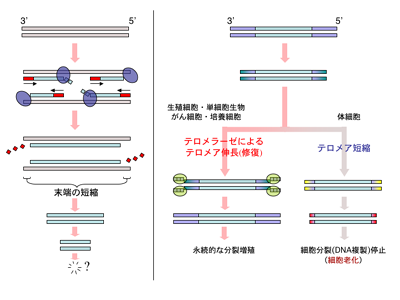
末端複製問題とテロメア：左）DNAはDNAポリメラーゼ（青丸）によって複製されるが、最末端のプライマー（赤線）部分は複製されない。このため、複製のたびにDNAは短縮し、最後にはなくなってしまうはず。これが「末端複製問題」である。右）生殖細胞やがん細胞ではテロメラーゼによって末端部分の複製が行われる。テロメラーゼ活性がない体細胞では分裂ごとに短縮がおこり、一定以上短くなると分裂を停止し細胞老化が起こる。

1970年代初期になると、分子生物学の発展とともにDNA複製の分子機構が明らかになりはじめる。DNAの合成はDNAポリメラーゼによって行われるが、この酵素によるDNAの生合成には方向性があり、複製を開始するために核酸の断片（プライマー）を必要とすることがわかった。つまり、この酵素は既にある核酸断片を一方向に延長することしかできない。生体内ではプライマーは別の酵素（DNAプライマーゼ）によって作られるRNA断片が用いられ、この断片は複製後に除去されるため、真核生物の直鎖状染色体DNAの末端は一度複製される毎にプライマーの長さだけ短くなると推測された。したがって世代を経るうちに染色体はなくなってしまうことになるが、これまで実際に染色体は維持され続けてきたのであり、矛盾が生じる。このことはアレクセイ・オロヴニコフ（1973年）やジェームズ・ワトソン（1973年）によって提示され、「テロメア問題」や「末端複製問題」と呼ばれた。なお、真正細菌のゲノムやプラスミドなど、末端のない環状DNAではこの問題は起こらない。一部のウイルスも直鎖状ゲノムをもつが、ゲノムDNAを直線的に連結させたり、感染したのちに環状構造をとることで末端複製問題を回避している。
一方、1960年代にはヒトの培養細胞を用いた研究で、体細胞組織から取り出した細胞には分裂回数に制限があり、それを越えると細胞は増殖を停止することが報告された。この現象は発見者の名前をとって「ヘイフリック限界」と呼ばれる。また、細胞分裂が停止したこの状態を、個体の老化になぞらえ「細胞老化」と呼ぶようになった。その後の研究で、細胞老化状態にある細胞ではテロメアが短くなっていることが観察され、テロメアの長さが細胞の分裂回数を制限している可能性が示唆されていた。

### テロメア配列とテロメラーゼの同定
テロメアの塩基配列は、1978年にエリザベス・H・ブラックバーンとジョゼフ・ゴールにより、単細胞真核生物のテトラヒメナを用いた研究で最初に明らかにされた。ブラックバーン、キャロル・W・グライダー、ジャック・W・ショスタクは、テロメアとテロメラーゼ機能の研究から、2006年にアルバート・ラスカー医学研究賞、2009年にノーベル生理学・医学賞を共同受賞している。
テトラヒメナは大核と小核をもち、大核では染色体の増幅が起きているため、一つの細胞あたり4万を超えるテロメアが存在している。そのため、テトラヒメナはテロメア解析のモデル生物として適していた。テトラヒメナから抽出したDNAを電気泳動すると、テロメアは他の染色体領域とは異なる挙動を示すことを手がかりに単離され、配列決定が行われた。この生物のテロメア配列は TTGGGG（T: チミン、G: グアニン）が反復したものだった。この配列をもつ人工染色体は、異なるテロメア配列をもつ出芽酵母でも機能することがわかった。
その後テロメアを合成する酵素テロメラーゼが、ブラックバーンの研究室においてテトラヒメナを用いた研究で発見されたことにより、染色体の古典的な「末端複製問題」が解決された（1985年）。この酵素についてはテロメラーゼを参照。

## テロメアの構造と構成因子

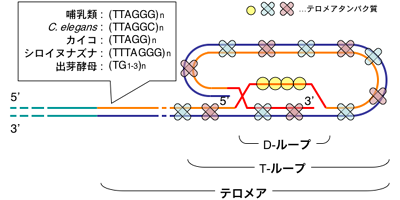
テロメアの構造：哺乳類染色体の最末端部位はT-ループ構造をとっていると考えられている。テロメアDNAの3'末端はオーバーハングしており、これは二重らせんに潜り込み、D-ループ構造をとっている（赤線部分）。

テロメアはDNAの特徴的な反復配列（テロメアDNA）とそこに局在する種々のタンパク質からなっている。人工的に構築した哺乳類のテロメアはT-ループと呼ばれる特徴的な構造をしていることが電子顕微鏡を用いて観察されている。実際にこの構造が生体内において形成されている直接的な証拠はまだないが、分子生物学および遺伝学的な研究結果もこのモデルを支持している。出芽酵母のテロメアは哺乳類のものほど長くないため、T-ループではなく、ヘアピン状におり曲がった構造をしていると考えられている。

### テロメアDNA
ゲノムDNAは二本鎖からなる二重らせん構造をしているが、テロメアの最末端部位ではDNAの3'末端が突出（オーバーハング）して一本鎖になっている。オーバーハングした配列の長さは種によって異なり、繊毛虫の Oxytricha では16塩基、ヒトやマウスでは50-100塩基である。哺乳類のテロメアDNAはおり曲がってT-ループと呼ばれる構造をとる。突出した部分は二本鎖DNAの間に潜り込み、D-ループと呼ばれる三重鎖構造を形成している（図の赤い線）。この構造はエキソヌクレアーゼなどによるDNA分解を回避し、末端の安定性を維持していると考えられている。T-ループを形成できなくなり、DNA末端が露出すると、DNA修復機構がこれらを切断されたDNAと認識し細胞周期を停止させる他、染色体末端同士を結合させ、染色体融合が生じると考えられている。
テロメアDNAの配列は生物によって多少異なるが、多くのモデル生物ではグアニン (G) とチミン (T) に富んだ反復配列となっている。哺乳類やキイロタマホコリカビでは TTAGGG の6塩基が反復したものである。線虫の C. elegans では TTAGGC、昆虫のカイコでは TTAGG、植物のシロイヌナズナでは TTTAGGG、出芽酵母では TG, TGG, TGGG がランダムに繰り返した配列である。これは突出した側の配列（図のオレンジ色の線）であり、その相補鎖（図の青色の線）はシトシン (C) とアデニン (A) が多くなる。ただし、一部の昆虫では異なる様式がみられる。ショウジョウバエではこのような高 GT 配列はなく、トランスポゾンの一種であるレトロポゾンがたくさん見られる。ショウジョウバエでは後述するテロメラーゼよりも、これらの外来性配列の転移によってテロメアが維持されている。カイコは弱いテロメラーゼ活性が見られるものの、レトロポゾンの一種（テロメア特異的LINE; SART/TRAS）による染色体末端の維持が行われている。
テロメアDNAの長さも生物種や組織、系統や個人によって異なる。ヒトの体細胞では10kb程度以下であるのに対し、生殖細胞では15kbから20kbと長い。マウスはヒトに比べて50kbほど長いテロメアを持ち、出芽酵母ではヒトよりも短い。がん細胞は正常細胞に比べ短いテロメアをもつ。

### テロメアに結合するタンパク質
テロメアDNAにはさまざまなタンパク質が結合して、テロメアの形成・保護・長さの調節に関わっている。テロメアに局在するタンパク質には、テロメアの修復に関わるものや二本鎖DNA切断を感知・修復するものなどが含まれており、細胞の状態に応じて、これらのタンパク質複合体の組成や酵素活性が変化することで、テロメアの制御を行っていると考えられている。
D-ループにはPot1と呼ばれるタンパク質（図の黄色の丸）が結合して安定化させており、これがT-ループの形成と保護に関与すると考えられている。ヒトの早老症ウェルナー症候群の原因遺伝子はD-ループ形成に機能するようである。また、TRFと呼ばれるタンパク質がループした二本鎖DNA部分に結合しており、これを介して他のタンパク質がテロメアに結合している。
姉妹染色分体のテロメアどうしを結びつけておくタンパク質もあり、細胞周期のM期（分裂期）に異常な染色体分配が生じないよう抑制する機能を担っていることがわかりつつある。このタンパク質はセントロメアや腕部の接着に機能するコヒーシンとは異なるものである。

### クロマチン構造
染色体はDNAがヒストンに巻き付き、折り畳まれたクロマチン構造をとっている。テロメア付近ではヒストンが特徴的な化学修飾を受け、特に密な高次構造、すなわちヘテロクロマチンを形成している。テロメアのヘテロクロマチン形成にはRNAiに関わる因子が関与することが報告されている。ヘテロクロマチンは、テロメア付近の遺伝子の転写を抑制する。テロメアが短縮するとこのヘテロクロマチン構造が緩み、この領域の遺伝子発現が起こるようになる。テロメア短縮による細胞老化の原因に、この転写抑制解除が関与しているという説がある。

### テロメアの複製
染色体の最末端部はプライマーがセットできないため複製されず、テロメラーゼによって延長が行われる。テロメラーゼがない場合、染色体は複製のたびに50から200塩基対ずつ短くなる。これはプライマーの長さよりも長く、「新しい」末端複製問題としてとりあげられたが、現在では複製の際にT-ループごと切断されるためだと考えられている。テロメラーゼ自体もテロメアの維持に機能すると考えられている。
この酵素はヒトでは通常の体細胞には見られず、生殖細胞で発現している。ただし体細胞でも、細胞分裂を繰り返して娘細胞を供給する幹細胞では若干の活性がみられる。卵巣や精巣などの生殖細胞では恒常的に発現している。生殖細胞は生物個体を越えて連綿と引き継がれていくものであり、ある意味では不死細胞ということができ、この性質にテロメラーゼが関わっている。またガン細胞でも大量に存在しており、ガン細胞の不死化の原因の一つと考えられている。一方、マウスでは体細胞でもテロメラーゼの発現がある。
テロメラーゼは細胞周期のS期（DNA合成期）にテロメアに誘導されて機能する。出芽酵母の研究では、テロメラーゼは細胞内で最も短いテロメアから優先的に伸長させていくことがわかりつつあり、長すぎるテロメアには抑制的に働く機構が見いだされている。

## 細胞の老化と不死化、がん化への関与
テロメアやテロメラーゼは、細胞の老化や不死化と呼ばれる現象に重要な役割を担っており、これを介して生体の恒常性維持やがん化とも密接に関連していると考えられている。
ヒトなどの動物組織から取り出した初代培養細胞は分裂回数が制限されており、一定数の分裂を行うと細胞周期が停止してそれ以上は分裂できなくなる。この現象を細胞老化と呼ぶ。これに対して、がん化した細胞などは際限なく分裂することが可能であり、この形質を細胞の不死化と呼ぶ。ここでいう「不死」とはその細胞自体が死なないという意味ではなく、細胞が分裂の永続性を獲得しているという意味である。ゲノムの安定性という点から考えると、老化と不死化は相反する現象ということができる。つまり不安定になったゲノムは老化によって不安定化を抑制したり、一時的に老化状態にすることで修復する猶予を与える仕組みを備えており、がん細胞のような不死化細胞はそれらの監視機構を逃れた状態にあると言える。ここにテロメアやテロメラーゼが大きく関与していると考えられている。

### 細胞老化
テロメア短縮が細胞老化の十分条件であることは広く受け入れられている。これは、分裂を繰り返すことで老化した細胞ではテロメアの短縮が認められることと、実験的にテロメアを短縮させることで細胞老化を誘導できることから支持されている。ただし、テロメア短縮はすべての細胞老化に関与する必要条件ではない。外部からのストレスやゲノムの損傷、がん遺伝子の活性化などの刺激が細胞老化（未成熟細胞老化）を誘導することや、体細胞でもテロメラーゼ活性がみられるマウスの初代培養細胞では、テロメア短縮が見られないにもかかわらず細胞老化によって分裂回数が制限されていることなどから、テロメア短縮以外にも細胞老化の原因がある。
テロメア短縮が細胞老化を起こす原因については、まだ解明されていない点も多いが、いくつか説得力のある説がある。テロメアが短縮するとT-ループが形成できなくなり、その部分に二本鎖DNA切断のときに見られるタンパク複合体が形成されることが判っており、DNA損傷時に修復を行うために細胞周期を停止させる機能が、細胞老化による細胞周期の停止にも関わっているという説が提唱されている。
早老症の一つであるウェルナー症候群の患者や、ドリーのように体細胞の核から作られたクローン動物においてテロメア短縮が見られることから、テロメアによる細胞老化は個体の老化と関連することが示唆されている。

### 細胞の不死化とがん化
細胞がん化には、(1) 増殖能の亢進、(2) 不死化、(3) アポトーシスからの回避、の三段階の変化が生じることが必須であると考えられている。テロメアとテロメラーゼは細胞老化と不死化を制御することによって、がんの発生にも関与していると考えられている。
テロメラーゼによるテロメアの伸長修復は、染色体を維持することで、永続的な細胞分裂、つまり細胞の不死化に重要な役割を担っている。マウスの細胞はテロメラーゼ活性が高いため、細胞周期やDNA損傷を監視して細胞老化に導くp53やRbタンパク質を抑制するだけで、容易に不死化させることができる。またヒトの細胞でも、それらの抑制に加えてテロメラーゼを導入することで不死化させることが可能である。このようにテロメラーゼ活性の亢進などによって、テロメア長が維持されていることが細胞の不死化の必要条件の一つである。
形質転換したヒトのガン細胞の9割近くでテロメラーゼの再活性化が報告されている。このことからテロメラーゼを標的とした抗ガン剤の開発が行われている。臨床応用に向けての基礎研究としては、例えば培養がん細胞に対して、テロメラーゼのアンチセンスRNAや機能阻害型テロメラーゼの導入実験などが行われている。その結果、がん細胞の分裂を抑制できることが報告されており、特に前者は正常細胞に対して影響を示さないため、副作用を軽減できることが期待される。副作用が少ないことはがん細胞のテロメアが正常細胞に比べて短いことと関連している。
一方、多くのがん細胞では染色体が不安定になっていることも知られている。テロメアを欠損すると姉妹染色体の間で融合が起こり、このような染色体は複製の際に倍加する。この機構によって染色体異常が加速され、がん化につながるモデルが提唱されている。